# Крейзи Хорс
Крейзи Хорс (на френски: Le Crazy Horse Saloon, в превод: „Лудият кон“) е знаменито кабаре в Париж, основано през 1951 г. Създател на кабарето е Ален Бернарден (Alain Bernardin). В началото той включва в програмата клоуни, мимове, илюзионисти и жонгльори, както и лазерни ефекти.
Представленията включват игра и трикове с огън, фокуси, новаторска хореография и дори елементи на еротика. След самоубийството на Ален Бернарден през 1992 година с кабарето се заемат неговите трима сина. Те решават да канят знаменитости за определен брой представления
Името „Крейзи Хорс“ („Лудият кон“) използват редица клубове и кабарета по цял свят.